# Cortinicara luzonica
Cortinicara luzonica es una especie de coleóptero de la familia Latridiidae.

## Distribución geográfica
Habita en Filipinas.